# Gorzyk ognisty
Gorzyk ognisty (Pipra fasciicauda) – gatunek małego ptaka z rodziny gorzykowatych (Pipridae). Zasiedla centralną Amerykę Południową. Wyróżnia się 5 podgatunków. Nie jest zagrożony wyginięciem.
Morfologia
Masa ciała 10–20 g; długość ciała 11 cm, w tym dzioba 10–11 mm i ogona 29–32 mm. Samiec posiada czerwony wierzch głowy i pierś, której barwa przechodzi w żółtą na brzuchu. Okolice dzioba i oczu żółte. Tęczówka biała. Skrzydła czarne, tak jak i ogon, przez który biegnie biały pas. Upierzenie samicy oliwkowozielone z żółtymi plamami na gardle i piersi.
Środowisko
Nizinne lasy zalewowe i lasy galeriowe na sawannach.
Podgatunki
Wyróżnia się następujące podgatunki:
- P. f. calamae Hellmayr, 1910 – centralno-zachodnia Brazylia
- P. f. saturata J. T. Zimmer, 1936 – północne Peru
- P. f. purusiana E. Snethlage, 1907 – wschodnie Peru i zachodnia brazylijska Amazonia
- P. f. fasciicauda Hellmayr, 1906 – południowo-wschodnie Peru do centralnej Boliwii
- P. f. scarlatina Hellmayr, 1915 – centralna i południowa Brazylia, północna Boliwia, południowo-wschodni Paragwaj i skrajnie północno-wschodnia Argentyna

Zachowanie
Samce odbywają zbiorowe toki. Pożywienie stanowią drobne owoce, nasiona i owady łowione zazwyczaj w locie.
Status
IUCN uznaje gorzyka ognistego za gatunek najmniejszej troski (LC, Least Concern) nieprzerwanie od 1988 (stan w 2021). Liczebność populacji nie została oszacowana, ale ptak ten opisywany jest jako dość pospolity. Trend liczebności populacji uznawany jest za spadkowy ze względu na wylesianie Amazonii.